# Henry Gilman
Henry Gilman (Boston, 9 maggio 1893 – Ames, 7 novembre 1986) è stato un chimico statunitense.
Pioniere della chimica metallorganica, scoprì i reattivi di Gilman, che ricordano il suo nome.

## Biografia
Henry Gilman nacque a Boston, figlio di un sarto. Fu il terzo di otto figli. Si diplomò in un liceo di Boston e quindi si iscrisse all'Università di Harvard dove si laureò magna cum laude ottenendo il baccellierato in scienze nel 1915. Durante l'ultimo anno prima della laurea lavorò con Roger Adams, facendo ricerche sulla sintesi di esteri fenilici sostituiti dell'acido ossalico. Gilman dichiarò che questo fu un momento importante per stimolare il suo interesse nella ricerca. Dopo la laurea fu invitato a lavorare come postgraduate assieme a E. P. Kohler, direttore del dipartimento di chimica di Harvard. Ottenne il PhD nel 1918. In questo periodo Gilman ebbe l'opportunità di recarsi in Europa, lavorando con Hermann Staudinger al Politecnico di Zurigo e con William Henry Perkin, Jr. a Oxford. A Parigi incontrò anche Marie Curie e Victor Grignard, e rimase colpito dagli sviluppi della chimica organica francese, resi possibili dai reattivi di Grignard. Una volta in grado di svolgere ricerche autonome, Gilman decise di esplorare la chimica di questi reagenti metallorganici.
Dopo aver ottenuto il PhD, Gilman per un breve periodo fu professore associato all'Università dell'Illinois - Urbana-Champaign su invito di Roger Adams, che era stato suo docente. Nel 1919 Gilman si trasferì all'Iowa State College of Agriculture and Mechanic Arts (ora Iowa State University) come assistente di chimica organica. All'età di 30 anni Gilman ottenne il titolo di professore ordinario. All'Iowa State College incontrò Ruth V. Shaw, studentessa al primo anno di chimica organica, e la sposò nel 1929.
Dr. Gilman organizzò il Dipartimento di Chimica come uno tra i più moderni negli Stati Uniti sulla ricerca in chimica metallorganica. Gilman pretese sempre molta dedizione dai suoi studenti laureati, che spesso impiegavano il doppio della norma per ottenere il PhD. Gilman pretendeva che gli studenti lavorassero in laboratorio fino a notte tarda e nei fine settimana. Egli faceva visita al laboratorio tre volte al giorno e interrogava gli studenti sull'attività svolta dopo la visita precedente.
La seconda guerra mondiale gli diede modo di svolgere ricerche per il governo. Prese parte al Progetto Manhattan, nome in codice del programma di ricerche sulla bomba atomica. Gilman si concentrò sulla preparazione di derivati volatili dell'uranio, principalmente alcossidi.
Nel 1947, a causa di problemi di glaucoma e di distacco della retina, Gilman diventò cieco da un occhio e quasi cieco dall'altro. Fu obbligato a basarsi su sua moglie e sui suoi studenti per leggere e scrivere in sua vece. Sua moglie fu quasi sempre al suo fianco per guidarlo in luoghi che non conosceva e per informarlo sulle persone circostanti. Riuscì a continuare a lavorare senza che la perdita della vista diminuisse la sua abilità. La maggior parte del suo lavoro di ricerca è stato fatto dopo il 1947.
Gilman rimase sempre alla Iowa State University, ma svolse anche varie consulenze per la DuPont e altre ditte. All'età di 70 anni decise di non andare in pensione e continuò a svolgere attivamente ricerca fino a 82 anni. In vecchiaia soffrì di problemi di cuore e a 88 anni gli fu impiantato un pacemaker. Morì a 93 anni; la moglie lo seguì meno di due mesi dopo.

## Contributi
Gilman svolse ricerche su moltissimi argomenti di chimica metallorganica, tra i quali:
- composti organo-magnesio, organo-litio, organo-rame, organo-silicio, organo-germanio, organo-stagno, organo-piombo
- reattività di composti metallorganici di vari elementi
- composti metalloperfluorolchilici
- composti eterociclici aromatici

Il nome di Henry Gilman è oggi ricordato soprattutto per i reattivi di Gilman, noti anche come cuprati di Gilman, che sono stati i primi composti metallorganici ad essere usati in chimica organica in reazioni di accoppiamento C-C. Si tratta di reattivi di organo-rame di formula generale R2CuLi, che si ottengono facendo reagire un alogenuro di rame(I) con un litio alchile (RLi):
CuI + 2RLi → R2CuLi + LiI

## Opere
Durante la sua vita Gilman scrisse 1020 articoli scientifici, 584 dei quali furono pubblicati dopo aver perso la vista nel 1947. Nel 1936 con l'aiuto di Morris Kharasch fondò il Journal of Organic Chemistry. Nel 1938 pubblicò un famoso libro di testo di chimica organica in due volumi; altre edizioni seguirono nel 1943 e nel 1953:
- (EN) H. Gilman, Organic Chemistry: An Advanced Treatise; Volume 1&2, John Wiley and Sons, 1938.

## Riconoscimenti
Gilman ricevette numerosi riconoscimenti nazionali e internazionali per la sua attività di ricerca. Tra i più significativi:
- Elezione alla National Academy of Sciences, 1945
- Membro onorario della Chemical Society inglese, 1961
- Medaglia Priestley della American Chemical Society, 1977